# 花よりも花の如く
『花よりも花の如く』（はなよりもはなのごとく）は、能をテーマとした成田美名子による漫画。2001年5月号より『月刊メロディ』で連載が開始されたが、同誌は本作連載中の2006年に隔月刊誌『MELODY』にリニューアルしたのちも続行され、2025年4月号にて、20年以上続いた長期連載が最終回を迎えた。2017年3月時点で累計発行部数が200万部を突破している。

## 概要
作者の前作『NATURAL』に登場した榊原西門の兄である能楽師・榊原憲人（正しくは「のりと」だが、概して作中では「けんと」と呼ばれている）を主人公としたスピンオフ作品。前作完結後に「外伝」として「花よりも花の如く」「天の響」の2編が描かれた後、正式に連載が始まった。
外伝登場時は主人公は内弟子になる直前であったが、単行本第2巻収録「風天」で内弟子修行期間を終え、玄人の能楽師として独立。能楽界に生きる人々の日常、創風会所属の若手能楽師たちの心の動きなどを描いている。
作中での時間はゆっくり進行し、2001年連載開始時の憲人の年齢は23歳であったのに対し、2016年15巻時点ではまだ29歳になるところである。

## 登場人物

### 相葉家の能楽師たち
榊原憲人（さかきばら のりと）
主人公。幼少期から古典芸能の世界に生きる。シテ方能楽師。六世相葉左右十郎の外孫。2歳時より子方として修行し、22歳の時に相葉左右十郎の内弟子となる。初シテは『経正』。3巻で『石橋』、5巻で『猩々乱』を披いている。
名前の由来は「祝詞」。家族を含む周囲の人間からは音読みの「けんと」と呼ばれている。弓道もたしなむ。音楽はジャズが好き。
西門という弟と彩紀という妹がいる。西門とは仲の良い兄弟ではあるが、西門が養子に出されたことを巡り葛藤を抱えている。
顔の造作は悪くないらしいが、弟妹に比べ地味で目立たない。普段眼鏡をかけているため、家族から「のび太」呼ばわりされている。ある時期からコンタクトレンズに変えてイメチェンした後から、主に妹・母に「カッコよくなったんじゃないか」と評されるほど、内面も変化している。
2時間ドラマ『石に願いを』に準主役（能楽師の役）で出演したのが縁で、同作の主役を演じた人気俳優・藤井琳を弟子に取ることになった。このドラマ出演後から、NPO法人に協力したり自分の会を立ち上げたりするなど、次第に活動の幅を広げ始める。
狂言師の宮本芳年の妹・葉月と知り合ってから彼女のことが気になり始め、『石に願いを』に共演後、2人で春日大社に行った際に、彼女に対する気持ちが恋愛感情であることに気付く。「好きです」と告白した後、しばらく関係がギクシャクするようになるが、明石に相葉家の菩提寺を探しに行った際に、彼女と偶然プラネタリウムで出会ったことから気持ちが通じ合うようになる。それもあって、家族から「最近、しょっちゅう葉月さんの話をしてる」と指摘されるようになる。
9巻において、匠人の「お礼参り」に同行した道成寺にて、左右十郎のある冗談めいた発言がきっかけになって、30歳になる2年半後に『道成寺』を披くことになった。その後、盲目の武内望と知り合ったことがきっかけで自分なりの解釈を得て『弱法師』のシテに挑んだ際は、母に「じいじ（=曽祖父）の弱法師に似てる」と評されている（本人は曽祖父と同居したことがなく、舞台も見ていない）。14巻において、小学校卒業記念に埋めたタイムカプセルに入れた未来の自分宛の手紙と亡き恩師の手紙を読んで、『道成寺』への取り組みの気持ちを新たにする。
相葉尋人（あいば ひろと）
能楽師。六世相葉左右十郎 （あいば そうじゅうろう）。単行本11巻で名跡を匠人に譲り、相葉泰一（たいいつ）を名乗る。1925年生まれ。シテ方で創風会の芸事責任者。憲人の母方の祖父で師匠。「先生」あるいは「左右先生（そうせんせい）」と呼ばれることが多い。2巻122ページで能『養老』を観世流の小書（特殊演出）である「水波之伝」で演じていることから、流派は観世流らしい。稽古をつけるときは、興奮のあまり手が出ることもある。
長男の匠人は能楽師。長女の冴子は榊原家に嫁いで憲人・西門・彩紀を生んだ。
相葉匠人（あいば たくと）
1949年生まれ。七世相葉左右十郎。創風会所属のシテ方の能楽師で、憲人の最初の師匠。憲人の母方の伯父で、長男の海人も子方として修行中。通常は左右十郎（尋人）と呼び分けるため、「匠先生（たくせんせい）」と呼ばれている。芸風は豪快ながらも粗野にならないとされる。普段は眼鏡をかけている。
相葉海人（あいば かいと）
1989年生まれ。創風会所属の子方。悩みながらも能楽師を目指して修行中。

### 創風会所属の能楽師たち
渡会直継（わたらい なおつぐ）
匠人と同世代の能楽師。謹厳実直な性格で、周囲からは煙たがられつつも、芸事に対する姿勢の厳しさで一目置かれる存在。
渡会直角（わたらい なおずみ）
渡会直継の息子。内弟子として連雀に住込み修行中。父の厳格さを敬遠して京都の大学に進学、能からも一時遠ざかるが、ニューヨークで左右十郎シテ、憲人ツレにより演じられた『恋重荷』を見て能楽師を志す。大学卒業後に相葉左右十郎に弟子入りしたので楽より年上だが弟弟子に当たる。
英語が堪能で頭の回転も速い現代っ子。また合理的な思考方法の持ち主であり、左右十郎門下で飾り帯の仕舞い方が統一されていない点を臆せずに指摘したこともある。
彩紀が気になるらしく、何かにつけ積極的に声をかけている様子。憲人に「目が可愛い」と言われてコンタクトにするといった素直な一面も。
森澤楽（もりさわ がく）
憲人の弟弟子。内弟子として連雀に住込み修行中。父親も創風会所属の能楽師、森澤陸。子方時代の後に奈良県に引っ越したため能から遠ざかっていたが、高校卒業後に戻ってきて内弟子となる。
髪は生まれつきの茶髪。子方時代は黒く染めて隠していたものの、諸事情から中学を境に地毛で通すと決意。能楽師の道に進む時にはそれが議論の種となったが、理解者を増やし、ゆっくりと受け入れられていった。
性格は寡黙で大人しく、やや天然でマイペース。語彙数が少ないのと天然ボケとが相俟ってトンチンカンな受け答えをすることもしばしば。その一方で他人の気持ちを察して行動することも上手い。
ある場所にいる時、その場所にかつて存在した人間の「思い」が感じられるという不思議な能力を持つ。その不思議な力は幼い頃からあり、心配した両親の依頼でとある僧によって封じられた（正確には左目だけで見た時のみはっきり見えるようになった）。
直角と同じように彩紀が気になるらしいが、思うように声をかけられないでいる様子。なお、彼女が赤子の頃から姿を幻視しており、ずっと気になっていた少女が兄弟子の実妹と知って困惑している節もある。
五十嵐陽一（いがらし よういち）
若手の能楽師で憲人の先輩に当たる。宮本芳年・白石航らと若手の会「暁光会」設立。芳年を「人気者」と評する。
石井安貴（いしい やすたか）
創風会所属の能楽師。憲人の弟弟子で楽・直角の兄弟子に当たる。
岩村栗太郎（いわむら くりたろう）
創風会所属の能楽師「岩村さん」の息子で子方。予知能力のようなものがあり絵に描いたことが現実に起こる、ハゲを治す力を秘めた手を持っているなど、不思議な少年。

### その他の能楽師たち
宮本芳年（みやもと ほうねん）
狂言師。「暁光会」のメンバー。本名は同じ字で「よしとし」と読むため、陽一には「としちゃん」と呼ばれる。ドラマやTVにも出ており、知名度も高い。
茶目っ気があり、旅先（韓国）のホテルから憲人に「五十嵐（市祐か陽一かは不明）」の名を騙って電話するなど、真顔で憲人をからかうところがある（このイタ電のエピソードは実在の狂言師・山本則孝が行った実話）。
妹・葉月が男と一緒に旅行に行く準備をしているのを察して「変な男の兄貴になるのは真平なんです！」と言い、憲人が相手だと知ると、憲人に「頑張れよ」と応援していた。
坂元宏哉（さかもと ひろや）
憲人の幼なじみで、憲人が最も信頼を寄せる若手のワキ方。
白石航（しろいし こう）
笛方。「暁光会」のメンバー。芳年とは幼なじみでよく世話（ちょっかい？）を焼いている。
五十嵐市祐（いがらし いちすけ）
「囃子方の重鎮」とされる。相葉尋人の幼なじみらしく、「イっちゃん」「左右（そう）ちゃん」と呼び合う仲である。妻とは数年前に死別。
創風会のニューヨーク公演にも同行するなど、創風会とは縁が深い。五十嵐陽一との血縁関係は不明。楽の茶髪に対して苦言を呈すなど、厳格な性格であると推測される。
中澤隆生（なかざわ りゅうせい）
シテ方だが、病気がちで地謡に専念している。憲人の曽祖父や相葉尋人とは戦中戦後の仲間。娘が嫁に行き、現在は妻と2人暮らし。
強面とは裏腹に優しい紳士。口ヒゲを生やしており、海人から「ゴッホ先生」と愛称を命名され、憲人からもその名で呼ばれることがある。 憲人のテレビドラマ出演には「『道成寺』も披いてないのに賛成できん！」と反対していた。
憲人の曽祖父が戦後『道成寺』を披いたときは地謡で舞台に出ており、そのときの若女の面の白拍子の美しさにひとしおの思い入れがある。その若女の面は相葉家が引っ越したときに紛失していたが、憲人が京都で偶然買い戻しており、憲人の勧めもあって弟子の発表会の番外で半能『井筒』を若女の面で舞った。
ジャズからクラシック、ポップスも聴き、宮本葉月の祖父と仲が良かったこともあり、ときどきジャズバーに彼女のピアノを聴きに訪れていた。そのこともあり、憲人にドラマで共演した葉月との見合いを勧めた。

### 榊原家の家族
榊原高志（さかきばら たかし）
憲人の父。弓道家。
榊原冴子（さかきばら さえこ）
憲人の母。弓道を嗜む。
榊原西門（さかきばら さいもん）
憲人の弟だが、5歳の時に青森県の伯父の家に養子に行った。名前の由来は祭文。神道の神官で、現在は東京で大学院在学中。弓道も嗜む。卒業後は美容師の資格取得を目指す。
西門が神職の一人として参加した結婚式で、西門の元彼女であった花嫁が西門を見て式の最中にドタキャンしたことが養父の怒りを買い、仕送りを止められた結果、実家に転がり込んでいたが、現在は青森に戻っている。なお、花嫁の片想いにつきこの元カノは以後登場しない。
榊原彩紀（さかきばら さいき）
憲人・西門の妹で大学生（外語大）。弓道も嗜む。名前の由来は祭器。『NATURAL』では弓道仲間の山王丸ミゲールに片思いしていた。
友人との会話で「今日はおばあちゃまと書生（内弟子）さんたちの買い物」と言ったところ、「いつの時代のお嬢様?!」と驚かれたことがある。
海外に能を紹介する仕事がしたいらしく、大学卒業後は語学留学を希望していたが、アメリカ同時多発テロの半年後で危険ではないかと家族から反対される。祖父や制作方の勧めもあって、連雀能舞台事務室で1年間見習いとして働いたあと、正式に勤めることに決める。
榊原高則（さかきばら たかのり）
憲人の祖父。神官。青森県在住だが、高志の家に居候していた（16巻にて青森へ戻る）。
『NATURAL』では山王丸ミゲールたちの志誠高校でバスケットボール部の顧問に請われ監督をしていた。
榊原涼音（さかきばら すずね）
憲人の祖母。青森県在住。東京出身で、芸妓時代に好きな男性と青森に逃げてきた過去がある（なお、この男性とは後に死別しており、高則は再婚相手。西門の養父はこの男性との間の子供で、三兄妹の父である高志は高則との間の子供である。）。
愛称はスーちゃん。

### その他登場人物
宮本葉月（みやもと はづき）
芳年の妹で、ジャズピアニストと女優をしている。普段はジャズバーでピアノを弾き、クラシックも弾ける。
憲人とは兄の後輩かつジャズバーでのピアノ演奏のファンとして接していたが、ドラマ『石に願いを』での共演後、度々連絡を取り合うようになり、紆余曲折を経て憲人と付き合うようになる。
憲人との見合い話が持ち上がった際、出演ドラマの作中で見合い写真として使用した写真がそのまま使われた。
藤井琳（ふじい りん）
若手の人気俳優。アメリカ生まれ。「スイーツ・キング」と称されるほどの甘いもの好き。
憲人が出演したドラマ『石に願いを』で主演。撮影終了後、憲人の素人弟子として創風会に入門した。素人でありながら、憲人が受け持つ弟子たちの中で飛び抜けて飲み込みが早い。憲人の弟子たちの発表会にも出たが、事前に刷った広告には騒ぎを避けるため仮名で載っていた。
麻生由規（あそう よしのり）
葉月の神戸の友人の兄。葉月を巡る憲人の恋のライバル。
大手の広告代理店を辞めて独立し、日本文化を守るNPO法人を立ち上げようと憲人に講師として協力を求める。
武内望（たけうち のぞむ）
盲目のマッサージ師でバイオリニスト。「王子様」と呼ばれるようなきれいな顔立ちをしている。
深夜、酔って高尾山中で迷子になった憲人を助けたことが縁で知り合い、以後、憲人はマッサージの常連客になる。
バイオリンを演奏している動画を治療院のホームページにアップしたことがきっかけで、憲人に紹介してもらった葉月と協演したり、CM出演したりするようにもなる。国際バイオリンコンクールで2位を受賞する。

## 創風会
相葉左右十郎家を芸事責任者とする演能団体。現在の当主は相葉尋人。先代左右十郎が真人（1899年生まれ）で先々代左右十郎が和（なごむ、1875年生まれ）。和の代に左右十郎家は明石から東京に拠点を移し、1928年に創風会を結成した。千代田区神田（淡路町）に「連雀能舞台」という自宅兼能楽堂を所有している。
連雀能舞台を最初に造ったのは1930年で、舞台披きでは和と真人が『石橋』を舞った。

### 相葉左右十郎家
江戸時代から続く古い能楽師の家で、代々の「左右十郎」の書を虫干ししているシーンも描かれている。「創風会」という一門会を組織して活動。前述のように観世流らしき描写があり、また内弟子を取っていることから、観世流の職分家の一つと思われる。
次の代は尋人の息子の匠人であるが、その次は憲人になるのか海人になるのかははっきりしていない。2巻68ページの尋人の台詞では、48年後の「翁付き養老」は憲人がシテを演じるのではないかと言われているので、憲人が名跡を継ぐ可能性もある。一方、5巻26ページでは海人が「（自分が能を辞めたら）けんとにいちゃんが左右十郎を継ぐの？」と発言しているので、匠人から海人に継承される可能性もある。

## エピソードと演じられた曲目
- NATURAL外伝 花よりも花の如く
- NATURAL外伝 天の響

（以上、『NATURAL』第11巻に収録）
| 花よりも花の如く〜鬼の栖〜 | 熊野/紅葉狩/葵の上/経正                        |
| 星霜を髪に戴き             | 蝉丸/一角仙人                                  |
| お能の国の人だから         | 烏帽子折/巻絹/清経                             |
| 大人はなにかをかくしてる   | 鞍馬天狗/百万/住吉詣/国栖/安宅/橋弁慶/大原御幸 |
| 遊びをせんとや生まれけむ   | 土蜘蛛                                         |
| とうとうたらりたらりら     | 翁付養老                                       |
| 風天                       | 砧/石橋                                        |
| 影に形のよりそいて         | 二人静                                         |
| 秘密                       | 石橋/花筐                                      |
| 大王 あん玉 あんこ玉       | 野守/淡路/羽衣/一角仙人                        |
| 光る軌跡                   | 恋重荷                                         |
| 天気晴朗なれど波高し       | 杜若                                           |
| 贈る言葉                   | 道成寺/善知鳥/望月                             |
| 記憶再生                   | 羽衣/石橋                                      |
| 仄暗き夢の底より           | 猩々乱/望月/屋島                               |
| 石に願いを                 | 殺生石/藤戸/岩船/弱法師                        |
| 石に願いを メイキング      | 弱法師                                         |
| 関                         | 道成寺/岩船/熊野/賀茂/胡蝶/求塚/春日龍神       |
| 戒                         | 弱法師/蝉丸                                    |
| 紐頓の林檎                 | 葵上                                           |

なお、コミックス各巻末に「付祝言」が添えられている。

## 書誌情報
- 成田美名子『花よりも花の如く』 白泉社 〈花とゆめコミックス〉、既刊23巻（2024年10月4日現在）
  1. 2003年7月5日発売、ISBN 978-4-592-17441-7
  2. 2004年5月1日発売、ISBN 978-4-592-17442-4
  3. 2005年2月5日発売、ISBN 978-4-592-17443-1
  4. 2006年4月5日発売、ISBN 978-4-592-17444-8
  5. 2007年8月17日発売、ISBN 978-4-592-17445-5
  6. 2008年11月10日発売、ISBN 978-4-592-18653-3
  7. 2009年5月1日発売、ISBN 978-4-592-18654-0
  8. 2010年7月5日発売、ISBN 978-4-592-18655-7
  9. 2011年7月5日発売、ISBN 978-4-592-18656-4
  10. 2012年3月5日発売、ISBN 978-4-592-18657-1
  11. 2013年1月4日発売、ISBN 978-4-592-18658-8
  12. 2013年9月5日発売、ISBN 978-4-592-21002-3
  13. 2014年9月5日発売、ISBN 978-4-592-21003-0
  14. 2015年5月1日発売、ISBN 978-4-592-21004-7
  15. 2016年3月4日発売、ISBN 978-4-592-21005-4
    - 画集付き特装版 ISBN 978-4-592-21845-6

  16. 2017年3月3日発売、ISBN 978-4-592-21006-1
  17. 2017年9月5日発売、ISBN 978-4-592-21007-8
  18. 2018年11月5日発売、ISBN 978-4-592-21008-5
  19. 2020年1月4日発売、ISBN 978-4-592-21009-2
  20. 2021年3月5日発売、ISBN 978-4-592-21010-8
  21. 2022年12月5日発売、ISBN 978-4-592-21224-9
  22. 2023年10月5日発売、ISBN 978-4-592-21225-6
  23. 2024年10月4日発売、ISBN 978-4-592-22261-3

## その他
本作品の監修者は九世観世銕之亟で作中に登場する相葉匠人のモデルでもあるが、九世観世銕之亟の妻である五世井上八千代は、同じ『MELODY』誌に連載されている河惣益巳の『玄椿』に、主人公の師匠として実名でたびたび登場している。
2007年11月6日放送の『マンガノゲンバ』(NHK BS2) で取り上げられ、着物の柄などのスクリーントーンを自作しているなど、作画に対するこだわりが紹介された。
Eテレの番組『にっぽんの芸能』で古典芸能系マンガの特集が行われ、『犬王』『ワールド イズ ダンシング』『能面女子の花子さん』『この音とまれ!』とともに、本作も取り上げられる。

## 注
1. 1 2  「花よりも花の如く：119」『MELODY 2025年4月号：通巻217号』第29巻第2号、白泉社、2025年2月28日、6-52頁、ASIN B0DYDKKZ5R、全国書誌番号:00108628。「表紙・目次・見開き扉絵：最終回！(日付は奥付記載の発売日)」
2. ↑  成田美名子『花よりも花の如く(16)』（白泉社 2017年） の帯に「累計発行部数200万部突破！」「画業40thイヤー！」と記載されている。
3. ↑  成田美名子『花よりも花の如く(15)』（白泉社 2016年） 11ページおよび43ページの欄外の説明より。
4. ↑  成田美名子『NATURAL(11)』（白泉社 2001年） 111ページおよび153ページ、『花よりも花の如く』各巻の家系図より。
5. ↑  「のりと」の読みは忘れられている、というネタの四コマが単行本に載せられた。
6. ↑  成田美名子『花よりも花の如く(5)』（白泉社 2007年） 189ページおよび190ページ
7. ↑  東京の大学で神社本庁の神職資格を取得出来る大学は國學院大學神道文化学部のみである。
8. ↑  前作『NATURAL』ではインターハイ、インカレを各2連覇したとの記載がある。
9. ↑  連雀能舞台は架空の設定。6巻178ページにある宅配便の送り状には連雀能舞台事務室の住所と電話番号が、1巻59ページには地図が記載されているが、これは白泉社と同じである。
10. ↑  この時に真人が使用した衣装は、1998年に行われた創風会70周年記念能における憲人の『石橋』披きで再び使用された（エピソード「秘密」）。
11. ↑  観世流独特の制度で、観世の宗家と分家以外で玄人を養成する資格を持つ家のこと。なお職分家の継承者は観世宗家あるいは分家に内弟子に入ることとされている。